# Гурєєв Олексій Олегович
Олексі́й Оле́гович Гурє́єв — капітан-лейтенант Збройних сил України.

## З життєпису
Народився 19 червня 1988 року. У 2004 році закінчив школу-ліцей № 2 в м. Конотоп Сумської області. У 2009 році став випускником Академії сухопутних військ імені гетьмана Петра Сагайдачного за спеціальністю "Управління у військовій сфері". Також заочно закінчив Київський Національній Економічний Університет. Міжнародна програма, спеціальність "Corporate Financial Management". 
Кар'єру офіцера почав у військовій частині 73-й морський центр спеціальних операцій (Україна).
В зоні АТО перебував у період з 2014 по 2015 роки.  
З 2015 року по 2017 рік працював у Міністерство оборони України. З 2017 року працює спеціалістом з корпоративних фінансів у національних та міжнародних компаніях.

## Нагороди
За особисту мужність і героїзм, виявлені у захисті державного суверенітету та територіальної цілісності України, вірність військовій присязі під час російсько-української війни, відзначений — нагороджений
- 27 червня 2015 року — орденом «За мужність» III ступеня.